# Arnold Vosloo
Arnold Vosloo (Pretoria, 1962. június 16. –) dél-afrikai születésű amerikai színész. Legismertebb szerepe Imhotep a Múmia (1999) és a Múmia visszatér (2001) című filmekben.

## Életrajza
Vosloo afrikaans anyanyelvű, családja ősei németek és hollandok voltak, akik a Dél-afrikai Köztársaságban telepedtek le. Vosloo színész családba született, karrierje a pretoriai állami színházban kezdődött, játszott többek között a Don Juanban és a Hamletben, de szerepelt a televízióban is, a Meise van Suid-Wes című tévéfilmért díjat is kapott.
1984-ben kezdett helyi mozifilmekben szerepelni, játszott többek között a Morengában (1985), a Skeleton Coast-ban és a The Rutanga Tapes című filmben.
Miután az Egyesült Államokba költözött, a chicagói Northlight Theatre társulat tagja lett, de játszott együtt Al Pacinóval a Salomé című darabban New Yorkban is.
1992-ben szerepelt először amerikai mozifilmben, az 1492 – A Paradicsom meghódítása című alkotásban, Guevara szerepében. Ezután kevésbé sikeres filmekben kapott szerepet (Darkman, Tökéletes célpont Jean-Claude Van Damme-mal). Az igazi áttörést számára az 1999-ben bemutatott A múmia jelentette, illetve A múmia visszatér. 2006-ban Coatzee ezredest alakította a Véres gyémánt című filmben, melynek egy részét az afrikai kontinensen forgatták.
Filmes munkái mellett olyan televíziós sorozatokban is felbukkant, mint a  Nash Bridges vagy a Bűbájos boszorkák és az Alias. A 24 című népszerű sorozat negyedik évadjában Habib Marwan terroristavezért alakította. Emellett több videójátéknak is hangját kölcsönözte.

### Magánélete
Vosloo 1988-ban lett amerikai állampolgár,  feleségül vette Nancy Mulford színésznőt, akitől három évvel később vált el. 1998-ban újranősült, párja jelenleg is a részben amerikai őslakos gyökerekkel bíró Silvia Ahí, aki marketingigazgatóként dolgozik. Vosloo és felesége az IFAW állatvédő szervezet szóvivői.
Saját elmondása szerint gyakran összetévesztik az utcán Billy Zane-nel hasonló vonásaik és kopaszságuk miatt.

## Filmográfia
| Év         | Cím                                                                   | Szerep                      | Megjegyzés                                                        |
| ---------- | --------------------------------------------------------------------- | --------------------------- | ----------------------------------------------------------------- |
| 1984       | Boetie gaan border toe                                                | Boetie                      |                                                                   |
| 1985       | Morenga                                                               | Schiller                    |                                                                   |
| 1987       | Skeleton Coast                                                        | Blade                       |                                                                   |
| 1987       | Saturday Night at the Palace                                          | Dougie                      |                                                                   |
| 1987       | Puszta acél                                                           | Makker                      |                                                                   |
| 1988       | Kalózakció                                                            | Sean Stevens                |                                                                   |
| 1988       | Gor                                                                   | Norman                      |                                                                   |
| 1989       | Reason to Die                                                         | Wilson                      |                                                                   |
| 1989       | A bosszúálló                                                          | Mackie                      |                                                                   |
| 1990       | Circles in a Forest                                                   | Saul                        |                                                                   |
| 1990       | Living to Die                                                         | Jimmy                       |                                                                   |
| 1990       | The Rutanga Tapes                                                     | Assad                       |                                                                   |
| 1990       | Buried Alive                                                          | Ken Wade                    |                                                                   |
| 1992       | The Finishing Touch                                                   | Mikael Gant                 |                                                                   |
| 1992       | 1492 – A Paradicsom meghódítása                                       | Guevara                     |                                                                   |
| 1993       | Red Shoe Diaries 2: Double Dare                                       | Bill                        |                                                                   |
| 1993       | Tökéletes célpont                                                     | Pick van Cleaf              |                                                                   |
| 1994       | Darkman II: The Return of Durant                                      | Darkman/Dr. Peyton Westlake | csak videón jelent meg                                            |
| 1995       | American Gothic                                                       | Rafael Santo                | tv-sorozat, A Tree Grows in Trinity epizód                        |
| 1995       | Fallen Angels                                                         | MacMan                      | tv-sorozat Fly Paper epizód                                       |
| 1996       | Nash Bridges                                                          | Alex Abe                    | tv-sorozat, Genesis epizód                                        |
| 1996       | Darkman III: Die, Darkman, Die                                        | Darkman/Dr. Peyton Westlake | csak videón jelent meg                                            |
| 1997       | Ebadta delfin Zeus and Roxanne                                        | Claude Carver               |                                                                   |
| 1998       | Rough Draft                                                           | Stefan                      |                                                                   |
| 1998       | Progeny                                                               | Dr. Craig Burton            |                                                                   |
| 1999       | Strange World                                                         | sötéthajú férfi             | tv-sorozat, Pilot és Spirit Falls epizódok                        |
| 1999       | A múmia                                                               | Imhotep főpap               |                                                                   |
| 2000       | Bűbájos boszorkák                                                     | Darklighter                 | tv-sorozat, Murphy's Luck epizód                                  |
| 2001       | The Red Phone: Manhunt                                                | Wolf                        | TV-film                                                           |
| 2001       | A múmia visszatér                                                     | Imhotep főpap               |                                                                   |
| 2002       | Endangered Species                                                    | Warden                      |                                                                   |
| 2002       | Con Express                                                           | Anton Simeonov              |                                                                   |
| 2002       | Warrior Angels                                                        | Luke                        |                                                                   |
| 2002       | Global Effect                                                         | Dr. Richard Hume            |                                                                   |
| 2003       | Veritas: The Quest                                                    | Vincent Siminou             | tv-sorozat, Heist, Skulls, Antarctica, Reunion és Avalon epizódok |
| 2003       | ÖcsiKÉM                                                               | Francois Molay              |                                                                   |
| 2003       | The Red Phone: Checkmate                                              | Wolf                        | TV-film                                                           |
| 2004       | Alias                                                                 | Mr. Zisman                  | tv-sorozat, Crossings epizód                                      |
| 2004       | Meltdown                                                              | Khalid/Sands                | TV-film                                                           |
| 2004       | Forgiveness                                                           | Tertius Coetzee             |                                                                   |
| 2005       | 24                                                                    | Habib Marwan                | tv-sorozat, visszatérő szereplő                                   |
| 2006       | Im Auftrag des Vatikans                                               | Lennart                     | TV-film                                                           |
| 2006       | Véres gyémánt                                                         | Coetzee ezredes             |                                                                   |
| 2007       | Living & Dying                                                        | Rick Devlin nyomozó         |                                                                   |
| 2007       | Hidden Camera                                                         | Natas                       | TV-film, (utómunkálatok)                                          |
| 2007       | Shark – Törvényszéki ragadozó                                         | Andre Zitofsky              | tv-sorozat, Oroszországból szeretettel epizód                     |
| 2008       | Odüsszeusz és az alvilág istennője Odysseus and the Isle of the Mists | Odüsszeusz                  |                                                                   |
| 2009       | G. I. Joe: A kobra árnyéka                                            | Zartan                      |                                                                   |
| 2009, 2010 | NCIS                                                                  | Hamit Hadar ügynök          | tv-sorozat, Aliyah és Külföldi ellenségek epizódok                |